# Mortonia
Mortonia is een geslacht van zee-egels uit de familie Echinocyamidae.

## Soorten
- Mortonia australis (Desmoulins, 1837)
- Mortonia polyporus (Mortensen, 1921)